# The Best of Nickelback Volume 1
The Best of Nickelback Volume 1 è la seconda compilation dei Nickelback pubblicata il 4 novembre 2013. Contiene canzoni degli album Silver Side Up, The Long Road, All the Right Reasons, Dark Horse e Here and Now.

## Tracce
1. Photograph
2. How You Remind Me
3. Burn It to the Ground
4. Rockstar
5. Savin' Me
6. Figured You Out
7. Too Bad
8. If Today Was Your Last Da
9. Far Away
10. Feelin' Way Too Damn Good
11. Someday
12. Never Again
13. Lullaby
14. If Everyone Cared
15. Gotta Be Somebody
16. When We Stand Together
17. Animals
18. This Afternoon
19. Something In Your Mouth